# 招待状のないショー
『招待状のないショー』（しょうたいじょうのないショー）は、1976年3月にリリースされた井上陽水の5枚目のオリジナル・アルバムである。

## 解説
- 1975年に、井上陽水をはじめ、吉田拓郎・泉谷しげる・小室等らとフォーライフ・レコードを設立後、初のアルバムであった。

- ライナーには井上陽水直筆の招待状（メッセージ）が添えられている。

- 1985年に初めてCD化され、1990年、1992年、2001年にも再リリースされている。

## 収録曲
| 全作詞・作曲: 井上陽水。 |                        |           |            |          |      |
| #                        | タイトル               | 作詞      | 作曲・編曲 | 編曲     | 時間 |
| 1.                       | 「Good, Good-Bye」     | 井上陽水  | 井上陽水   | 矢野誠   | 3:31 |
| 2.                       | 「招待状のないショー」 | 井上陽水  | 井上陽水   | 星勝     | 3:45 |
| 3.                       | 「枕詞」               | 井上陽水  | 井上陽水   | 井上陽水 | 1:55 |
| 4.                       | 「青空、ひとりきり」   | 井上陽水  | 井上陽水   | 矢野誠   | 4:17 |
| 5.                       | 「Summer」             | 井上陽水  | 井上陽水   | 井上陽水 | 3:35 |
| 6.                       | 「曲り角」             | 井上陽水  | 井上陽水   | 井上陽水 | 2:37 |
| 7.                       | 「今年は」             | 井上陽水  | 井上陽水   | 星勝     | 4:36 |
| 合計時間:                | 合計時間:              | 合計時間: | 24:16      |          |      |

| 全作曲: 井上陽水。 |                |           |            |          |      |
| #                  | タイトル       | 作詞      | 作曲・編曲 | 編曲     | 時間 |
| 1.                 | 「水無月の夜」 | 井上陽水  | 井上陽水   | 星勝     | 4:33 |
| 2.                 | 「坂道」       | 小椋佳    | 井上陽水   | 矢野誠   | 3:17 |
| 3.                 | 「口笛」       | 井上陽水  | 井上陽水   | 井上陽水 | 2:57 |
| 4.                 | 「I氏の結婚」  | 井上陽水  | 井上陽水   | 矢野誠   | 2:49 |
| 5.                 | 「もう…」      | 井上陽水  | 井上陽水   | 星勝     | 3:38 |
| 6.                 | 「結詞」       | 井上陽水  | 井上陽水   | 星勝     | 6:24 |
| 合計時間:          | 合計時間:      | 合計時間: | 合計時間:  | 23:38    |      |

## 楽曲解説

### SIDE A
1. Good, Good-Bye
  - 先行シングル曲。
2. 招待状のないショー
3. 枕詞
  - 「結詞」のショートバージョンとでも言うべき曲。
4. 青空、ひとりきり
  - 先行シングル曲。
5. Summer
6. 曲り角
  - パーカッション以外をすべて陽水一人で演奏、歌唱している。珍しくベースも弾いている。
7. 今年は

### SIDE B
1. 水無月の夜
2. 坂道
  - この楽曲のみ、作詞を小椋佳が担当した。
3. 口笛
4. I氏の結婚
5. もう…
6. 結詞
  - 1992年にアルバム『ガイドのいない夜』にてセルフカバー。先行シングルとしてもリリースされた。

## 参加ミュージシャン
| Good, Good-Bye - Drums：村上秀一 - Electric Bass：平野とおる - Acoustic Guitar：井上陽水 - 12 strings Guitar：鈴木茂 - Electric Guitar：徳武弘文 - Violin：武川雅寛 - Keyboard：矢野誠・矢野あきこ - Percussion：浜口茂外也・サンチョ菜花 - Backing Vocal：井上陽水・矢野あきこ 招待状のないショー - Drums：村上秀一 - Electric Bass：小原礼 - Acoustic Guitar：安田裕美 - Electric Guitar：大村憲司・是方博邦 - Piano：大原繁仁 - Percussion：浜口茂外也・星勝 枕詞 - Acoustic Guitar：井上陽水 - Electric Guitar：徳武弘文 - Keyboard, Percussion：矢野誠 青空、ひとりきり - Drums：林立夫 - Electric Bass：後藤次利 - Acoustic Guitar：安田裕美 - Electric Guitar：高中正義・永井充男・椎名和夫 - Hones：岡田澄夫・羽鳥幸次 - Percussion：斎藤信雄 Summer - Acoustic Guitar：井上陽水 - Electric Guitar：高中正義 - Rhythm Box：前田一郎 - 8th：吉野金次 曲り角 - Electric Bass, Acoustic Guitar, Electric Guitar：井上陽水 - Percussion：前田一郎 - Backing Vocal：井上陽水 今年は - Drums：村上秀一 - Electric Bass：小原礼 - Electric Guitar：高中正義・大村憲司・是方博邦 - Keyboard：渡辺孝義 - Percussion：浜口茂外也 - Backing Vocal：井上陽水・星勝 | 水無月の夜 - Drums：村上秀一 - Electric Bass：小原礼 - Acoustic Guitar：安田裕美 - Electric Guitar：大村憲司・是方博邦 - Electric Guitar, Flat Mandolin：永井充男 - Electric Piano：深町純 - Ocarina：西沢幸彦 - Percussion：浜口茂外也 坂道 - Drums：林立夫 - Electric Bass：後藤次利 - Acoustic Guitar：安田裕美 - Electric Guitar：永井充男 - Keyboard, Rhythm Box：矢野誠 - Percussion：斎藤不二夫 口笛 - Wood Bass：稲葉国光 - Acoustic Guitar：井上陽水 - Acoustic Guitar, Electric Guitar：高中正義 - Keyboard：前田一郎 I氏の結婚 - Drums：橿渕哲郎 - Electric Bass：鈴木博文 - Acoustic Guitar：井上陽水 - Electric Guitar：椎名和夫 - Steel Guitar：駒沢裕城 - Keyboard：矢野あきこ - Backing Vocal：井上陽水 もう… - Drums：村上秀一 - Electric Bass：小原礼 - Acoustic Guitar：安田裕美 - Electric Guitar：大村憲司・是方博邦・永井充男 - Electric Piano：今田勝 - Percussion：浜口茂外也 結詞 - Drums：村上秀一 - Electric Bass：小原礼 - Acoustic Guitar：安田裕美 - Electric Guitar：大村憲司・是方博邦 - Piano：大原繁仁 - Percussion：浜口茂外也 - Backing Vocal：井上陽水・星勝 |